# Labicymbium sublestum
Labicymbium sublestum är en spindelart som beskrevs av Alfred Frank Millidge 1991. Labicymbium sublestum ingår i släktet Labicymbium och familjen täckvävarspindlar. Inga underarter finns listade i Catalogue of Life.